# Polygala meridionalis
Polygala meridionalis är en jungfrulinsväxtart som beskrevs av Margaret Rutherford Bryan Levyns. Polygala meridionalis ingår i släktet jungfrulinssläktet, och familjen jungfrulinsväxter. Inga underarter finns listade i Catalogue of Life.